# 北見國
北見國（日语：〔〕／ Kitaminokuni */?），是日本明治時代所劃分的地方令制國，隸屬於當時北海道的廣域內。轄區包含現在北海道轄下鄂霍次克綜合振興局（原名網走支廳）和宗谷綜合振興局除了豐富町和幌延町以外的區域。

## 歷史
- 1869年8月15日：北海道設置11國86郡，北見國成立；下設宗谷郡、利尻郡、禮文郡、枝幸郡、紋別郡、常呂郡、網走郡、斜里郡。[1]
- 1872年：進行人口調查，統計人口為1,511人。
- 1881年7月：釧路國網尻郡被併入網走郡。

## 相關項目
- 日本令制國列表